# Rusłana Pysanka
Rusłana Ihoriwna Pysanka, właściwie Pysanko, ukr. Руслана Ігорівна Писанка (Писанко), (ur. 17 listopada 1965 w Kijowie, zm. 19 lipca 2022 w Kaiserslautern) – ukraińska aktorka i dziennikarka.

## Życiorys
Urodziła się 17 listopada 1965 roku w Kijowie, w rodzinie filmowej. Jej ojcem był operator filmowy Ihor Pisanko (ur. 1941), laureat Państwowej Nagrody im. Tarasa Szewczenki za film Radziecka Ukraina w 1973 roku. W 1995 ukończyła studia reżyserskie na Kijowskim Uniwersytecie Teatru, Kina, Telewizji. Za rolę w filmie Moskal - czarodziej została nagrodzona Medalem im. Aleksandra Dowżenki. Razem z Radmiłą Szczogoliewą uczestniczyła w reality show Kobiecy Klub. Oprócz tego prowadziła wydania prognozy pogody w kanale Inter, a w latach 2003–2004 prowadziła program telewizyjny Страна Советов w telewizji NTW.
W Polsce była znana z roli wiedźmy Horpyny w filmie Ogniem i mieczem reżyserii Jerzego Hoffmana.
Zmarła 19 lipca 2022 na skutek ciężkiej choroby.

## Życie prywatne
Od 2012 była zamężna z Igorem Isakowem.

## Wybrana filmografia
- 1994 Niemało historii miłosnych - jako Mea
- 1995 Moskal Czarodziej - jako Tetiana
- 1997 Księżniczka na ziarnku grochu - jako Liuda
- 1999 Ogniem i Mieczem - jako Horpyna
- 2000 Czarna rada - jako Melania
- 2012 Rżewski kontra Napoleon - jako Pani Gołowina